# スポルティング・カンザスシティII
スポルティング・カンザスシティII (英語: Sporting Kansas City II) はアメリカ合衆国・カンザス州カンザスシティに本拠地を置くサッカークラブ。メジャーリーグサッカーに所属するスポルティング・カンザスシティのリザーブチームであり、2020年現在USLチャンピオンシップに所属している。
旧名称はスウォープ・パーク・レンジャーズ (英語: Swope Park Rangers) 。

## 歴史
2015年10月22日、スウォープ・パーク・レンジャーズの名でUSLの30番目のクラブとして設立された。レンジャーズはオクラホマ・シティ・エナジーFCからスポルティング・カンザスシティのリザーブチームとしての地位を引き継いだ。
2019年9月、2020年シーズンよりクラブ名をスポルティング・カンザスシティIIに改めることが発表された。

## タイトル
- USLウェスタン・カンファレンス (プレーオフ)

 (2): 2016, 2017